# کیرئی
کیرئی (به لاتین: Kirey) یک منطقهٔ مسکونی در روسیه است که در سرزمین آلتای واقع شده‌است.